# عملية لون ستار
عملية لون ستار (OLS) هي عملية مشتركة بين إدارة السلامة العامة في تكساس [الإنجليزية] والإدارة العسكرية في تكساس [الإنجليزية] على طول الحدود الأمريكية المكسيكية في جنوب تكساس. بدأت العملية في 2021 وما زالت مستمرة. تهدف العملية وفقاً لحاكم تكساس غريغ أبوت، إلى مواجهة ارتفاع الهجرة غير الشرعية وتجارة المخدرات غير المشروعة وتهريب البشر. ارتفعت عمليات اعتقال المهاجرين بين السنة المالية 2020 والسنة المالية 2021، بنسبة 278% على طول الحدود بين الولايات المتحدة والمكسيك. أسفرت عملية لون ستار وفقاً لمكتب الحاكم، عن القبض على 513,700 مهاجر و44,000 اعتقال جنائي (بما في ذلك 38,600 تهمة جنائية) ومصادرة 489 مليون جرعة من الفينتانيل. كانت عملية لون ستار اعتباراً من أبريل 2022، تتطلب ما يقرب من 2.5 مليون دولار أسبوعياً وكان من المتوقع أن تُكلف حوالي 2 مليار دولار سنوياً. نُشر ما يقرب من 10,000 من أفراد الحرس الوطني لدعم عملية لون ستار في ذروتها، مع نشر حوالي 6,000 اعتباراً من نوفمبر 2022. شهدت تكساس زيادة بنسبة 9% في مواجهات المهاجرين على طول حدودها مع المكسيك، بعد عام واحد من بدء عملية لون ستار، مقارنة بزيادة بنسبة 62% في أريزونا وكاليفورنيا ونيو مكسيكو على طول حدودها مع المكسيك. قدرت إدارة السلامة العامة اعتباراً من يونيو 2024، انخفاضاً بنسبة 74% في المنافذ الحدودية غير الشرعية منذ بدء عملية لون ستار.
استمدت عملية لون ستار الدعم من حكام الولايات من الحزب الجمهوري. تلقت المواجهة في حديقة إيغل باس التي حدثت بين تكساس وإدارة بايدن بسبب سياسات عملية لون ستار الدعم من 25 حاكم ولاية جمهوري آخر (كل حاكم جمهوري باستثناء فيل سكوت حاكم فيرمونت). لقد تعرضت عملية لون ستار لانتقادات من الحكومة الفيدرالية في عهد جو بايدن، ومسؤولي الحزب الديمقراطي في الولاية، ومناصري المهاجرين بسبب معاملتها للمهاجرين، بما في ذلك حجب المياه والأوامر بترحيل المهاجرين إلى ريو غراندي. واجه المهاجرون صعوبة أكبر في عبور مناطق ريو غراندي بسبب الأسلاك الشائكة التي أقامتها عملية لون ستار، مما أدى إلى إصابة بعض المهاجرين و/أو أسرهم في الأسلاك. انتقدت هيومن رايتس ووتش الملاحقات عالية السرعة في المقاطعات التي تنفذ عملية لون ستار، والتي حملتها مسؤولية وفاة 74 شخصاً. كما أعرب مسؤولون في تكساس وأعضاء الحرس الوطني عن مخاوفهم بشأن الصعوبات التي عانوا منها أثناء الانتشار لدعم عملية لون ستار.
نُقل 119,200 مهاجر طواعية بالحافلات إلى مدن اللجوء في جميع أنحاء الولايات المتحدة اعتباراً من يونيو 2024 وفقاً للحاكم. كما نُقل عدد قليل من المهاجرين جواً مباشرة إلى هذه المدن. أدى هذا إلى أزمات مهاجرين في مدن مثل نيويورك وشيكاغو وواشنطن العاصمة، حيث أصبحت الموارد المحلية محدودة للغاية للتعامل مع الوافدين الجدد. انتقد المسؤولون المحليون في مدن الملاذ برنامج النقل بالحافلات وردوا بطلب المساعدة الفيدرالية، وتغريم شركات الحافلات المستأجرة التي تحمل المهاجرين، وإرسال المهاجرين إلى مدن أخرى.
تمكن مسؤولو تكساس من السيطرة على شيلبي بارك [الإنجليزية] في إيغل باس في يناير 2024، والتي كانت تستخدم باضطراد من قبل دورية الحدود الأمريكية [الإنجليزية] لمعالجة الوافدين الجدد من المهاجرين. مُنع عملاء دورية الحدود عموماً من دخول الحديقة، باستثناء الوصول إلى منحدر القوارب في الحديقة بعد غرق ثلاثة مهاجرين بالقرب منها أثناء عبور نهر ريو غراندي. أدى هذا إلى مواجهة بين المسؤولين الفيدراليين والحكوميين. وقالت إدارة بايدن إنها ستحيل النزاع إلى وزارة العدل الأمريكية إذا لم يستعيد وكلاء دورية الحدود حق الوصول.

## الخلفية والأسباب
بدأت ولاية تكساس في إطلاق عمليات أمنية حدودية بتصعيد متزايد منذ 2005، بدءاً من «عملية لاينباكر» التي قادها الحاكم السابق ريك بيري. كانت هذه العمليات محدودة النطاق بسبب السلطة الحصرية لوكلاء الهجرة الفيدراليين لترحيل المهاجرين. أُطلقت عملية لون ستار في 2021 كاستجابة لزيادة عدد المعابر الحدودية، والتي أرجعها الحاكم أبوت إلى سياسات إدارة بايدن بشأن الهجرة. ارتفعت إجراءات الإنفاذ التي اتخذتها هيئة الجمارك وحماية الحدود الأمريكية في السنة المالية 2021، بما في ذلك احتجاز المهاجرين واعتقالهم، إلى أكثر من 1.9 مليون، بزيادة قدرها 202% عن السنة المالية 2020. وفي الوقت نفسه، لوحظت زيادة بنسبة 278% في المواجهات مع المهاجرين على الحدود الجنوبية الغربية من السنة المالية 2020 إلى 2021، واستمرت في الارتفاع حتى 2022.
اختلفت عملية لون ستار عن عمليات الحدود السابقة بسبب السلطة الممنوحة لمسؤولي إنفاذ القانون في الولاية لاعتقال المهاجرين في مقاطعات الحدود بتهمة ارتكاب جرائم كالتعدي الجنائي وتهريب البشر. تعقدت جهود عملية لون ستار لتمكين مسؤولي إنفاذ القانون المحليين من التصرف ضد المهاجرين غير المسجلين بسبب التفويض التقليدي لصلاحيات إنفاذ قوانين الهجرة للمسؤولين الفيدراليين. ألغت المحكمة العليا قانوناً في أريزونا يعاقب الهجرة غير الشرعية على مستوى الولاية خلال دعوى أريزونا على الولايات المتحدة [الإنجليزية].

## الجدول الزمني
| التاريخ        | الأحداث البارزة |
| -------------- | --- |
| 6 مارس 2021    | إنطلاق عملية لون ستار |
| 31 مايو 2021   | غريغ أبوت يعلن الكارثة عبر إعلان. |
| 16 يونيو 2021  | غريغ أبوت يعلن عن استراتيجية بناء الجدار الحدودي. |
| 18 ديسمبر 2021 | الانتهاء من القسم الأول من الجدار الحدودي في ريو غراندي سيتي. |
| 14 مارس 2022   | إعفاء اللواء تريسي آر. نوريس [الإنجليزية] من القيادة. |
| 6 أبريل 2022   | بدأ نقل المهاجرين بالحافلات والطائرات إلى مدينة الملاذ [الإنجليزية]، في واشنطن العاصمة. |
| 7 يوليو 2022   | غريغ أبوت يعلن الغزو من خلال الأمر التنفيذي جي إيه-41. |
| 21 سبتمبر 2022 | غريغ أبوت يصنف عصابات المخدرات المكسيكية كمنظمات إرهابية بموجب الأمر التنفيذي جي إيه-42. |
| 18 نوفمبر 2022 | نشر ناقلات جند مدرعة من طراز إم-113. |
| 3 فبراير 2023  | غريغ أبوت ينشئ منصب قيصر الحدود في تكساس ويعين مايك بانكس. |
| 8 مايو 2023    | غريغ أبوت ينشئ وينشر قوة الحدود التكتيكية في تكساس. |
| 16 مايو 2023   | تكساس تطلب المساعدة من ولايات أخرى، عبر اتفاقية مساعدة إدارة الطوارئ. |
| 2 أكتوبر 2023  | فرقة تكساس رينجر والحرس الوطني لجيش تكساس يحتلوا جزيرة فرونتون. |
| 18 ديسمبر 2023 | توقيع غريغ أبوت على مشروع قانون مجلس الشيوخ رقم 4، والذي يجعل الهجرة غير الشرعية جريمة دولة، ويسمح لسلطات إنفاذ القانون في تكساس باعتقال المهاجرين غير المسجلين في أي مكان في الولاية. كما يسمح للمحاكم في الولاية بإصدار أوامر إبعاد لإعادة المهاجرين المعتقلين عبر الحدود المكسيكية. |
| 11 يناير 2024  | المواجهة في إيغل باس: غريغ أبوت ينفذ إعلان الطوارئ ويأمر القوات العسكرية في تكساس بالاستيلاء والسيطرة على حديقة شيلبي التي تبلغ مساحتها 47 فداناً في إيغل باس من عملاء حرس الحدود الأمريكي.                                                                                             |
| 25 يناير 2024  | 25 من حكام الولايات الجمهوريين يعلنون دعمهم لولاية تكساس في نزاعاتها مع السلطات الفيدرالية. |
| 16 فبراير 2024 | غريغ أبوت يعلن عن إنشاء قاعدة العمليات الأمامية إيغل، وهي قاعدة عملياتية متقدمة تبلغ مساحتها 80 فداناً في إيغل باس تتسع لنحو 2,300 جندي. |

## ردود الفعل

### الجمهور
أشارت استطلاعات الرأي لمشروع سياسة تكساس في جامعة تكساس في أوستن اعتباراً من يونيو 2023، إلى أن 59% من سكان تكساس يؤيدون زيادة عمليات نشر قوات إنفاذ القانون والإنفاق على الحدود.
واجهت المهمة انتقادات عامة، بما في ذلك من مسؤولي الولاية، في أعقاب تقارير عن تأخير الأجور، وظروف العمل والمعيشة السيئة، ونقص المعدات والمرافق المناسبة، والانتحار المتعدد ومحاولات الانتحار بين أفراد الخدمة. وفقاً لتقارير في صحيفة أرمي تايمز، جرى إيواء الجنود في ما وصفته بأنه أماكن ضيقة، وفي مركبات ترفيهية معدلة ومقطورات شاحنات نصف مقطورة، كما واجهوا نقصاً في الزي الرسمي للطقس البارد والمعدات الطبية والمراحيض المحمولة. وفقاً لصحيفة هيوستن كرونيكل، تفاقم هذا الأمر عندما تزامن مع تخفيضات الولاية في المزايا التعليمية لأفراد الخدمة لمعالجة العجز في الميزانية، مما أدى إلى تقليل المساعدة التعليمية المتاحة بأكثر من النصف. كما انتقد بعض أفراد الحرس الوطني الجوي في تكساس المنتشرين لدعم عملية لون ستار تخطيط العملية وتنفيذها، حيث أفاد ما يقرب من 30% من 250 مشاركاً في استطلاع للحرس الوطني الجوي لعام 2022 بالإحباط من طول العملية وتسرعها وطبيعتها غير الطوعية.
أصدر قاضي محكمة المقاطعة في مقاطعة ترافيس بولاية تكساس أمراً لخيسوس ألبرتو جوزمان كوريبوما من الإكوادور بالمثول أمام القضاء في 13 يناير 2022، وحكم بأن برنامج الولاية ينتهك بند السيادة في دستور الولايات المتحدة. أكدت محكمة الاستئناف الثالثة في أوستن قرار المحكمة الأدنى في 25 فبراير 2022. ألغت محكمة الاستئناف الجنائية قرار محكمة الاستئناف الثالثة وأعادت القضية لإعادة النظر في 26 يونيو 2024.
دعم مسؤولون من الحزب الجمهوري في ولايات متعددة وفي مناصب فيدرالية جهود تكساس وانتقدوا معارضة إدارة بايدن.
دعم أكثر من 100 شريف في تكساس علناً عملية لون ستار.

### تحقيقات وزارة العدل والدعاوى القضائية

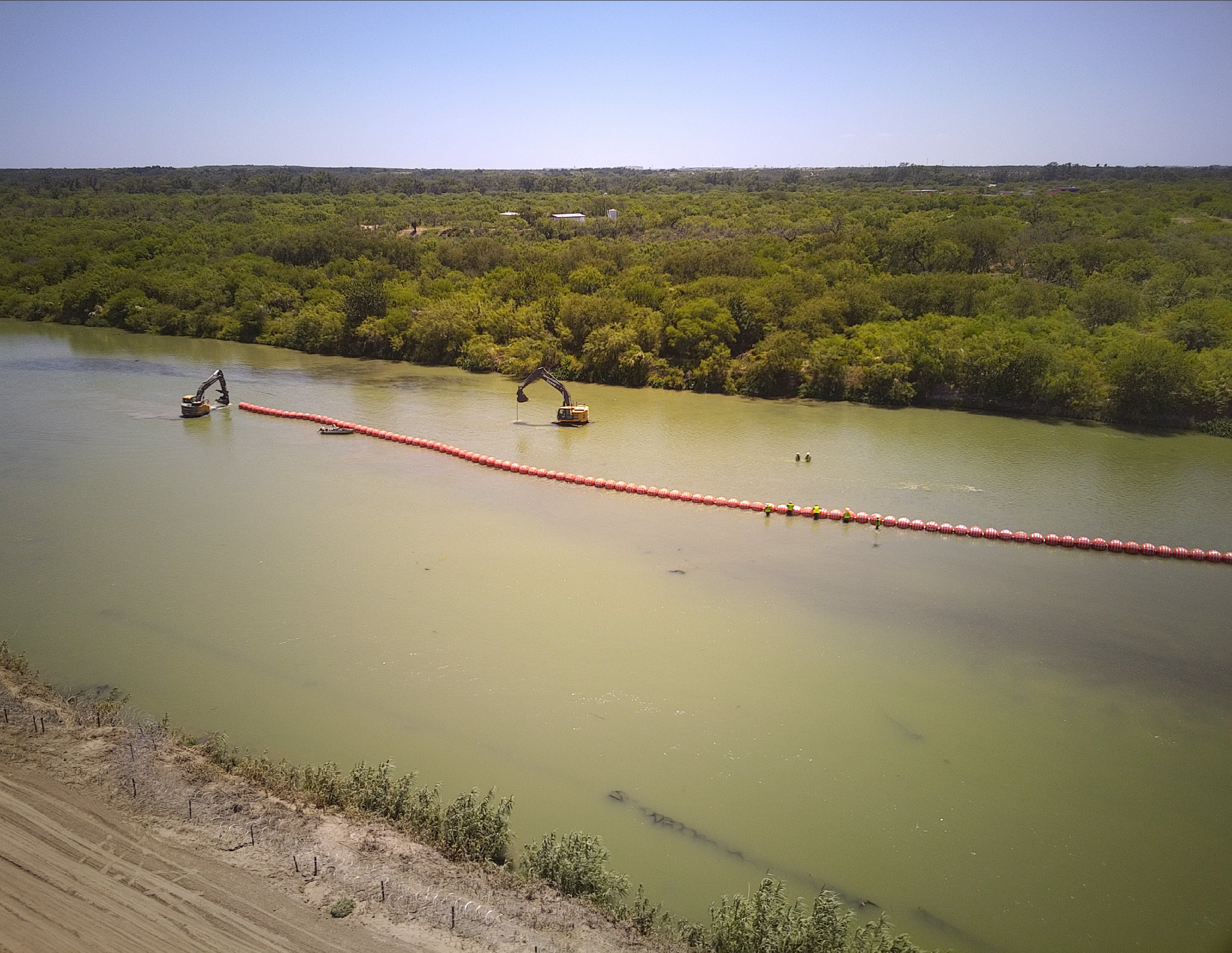
إنشاء حواجز ريو غراندي خلال عملية لون ستار.

#### تحقيقات الحقوق المدنية
فتحت وزارة العدل تحقيقاً في الحقوق المدنية لعملية لون ستار في يوليو 2022. وفقاً لرسالة بريد إلكتروني من إدارة السلامة العامة في تكساس حصلت عليها صحيفة تكساس تريبيون، يركز التحقيق على مراجعة ما إذا كانت العملية تنتهك العنوان السادس من قانون الحقوق المدنية لعام 1964، والذي يحظر التمييز على أساس العرق أو اللون أو الأصل القومي من قبل البرامج التي تتلقى أموالاً فيدرالية.

#### الدعاوى القضائية الفيدرالية
رفعت وزارة العدل دعوى قضائية في 24 يوليو 2023 في المنطقة الغربية من تكساس، «دعوى الولايات المتحدة على أبوت»، زاعمة أن بناء حواجز عائمة في ريو غراندي بالقرب من إيغل باس ضمن عملية لون ستار دون إذن ينتهك قانون الأنهار والمرافئ لعام 1899. قالت المدعية العامة المساعدة فانيتا غوبتا في بيان أعلن فيه الدعوى القضائية، إن الحواجز تشكل خطراً على الملاحة والسلامة العامة، وتثير مخاوف إنسانية، وأثارت احتجاجات دبلوماسية من قبل المكسيك. ورداً على ذلك، جادلت تكساس بأن منطقة ريو غراندي بالقرب من إيغل باس لا تندرج تحت القانون وأن الحواجز العائمة ليست «هيكلاً» يخضع لمتطلبات القانون. كما جادلت تكساس بأن البند الميثاقي في دستور الولايات المتحدة، والذي يسمح للولايات بالانخراط في الحرب إذا تعرضت للغزو، يسمح لتكساس ببناء الحواجز بسبب إعلان الحاكم أبوت عن الغزو. وفي 6 سبتمبر، منحت المحكمة الجزئية طلب وزارة العدل بإصدار أمر قضائي أولي وأمرت تكساس بنقل الحاجز إلى ضفة النهر ووقف تركيب أي حواجز جديدة. ورداً على ذلك، استأنفت تكساس الأمر أمام محكمة الاستئناف للدائرة الخامسة، التي أصدرت أمراً في 1 ديسمبر بتأكيد الأمر القضائي. ووجدت المحكمة أيضاً أن تكساس لم تقدم أدلة ملموسة على أن الحاجز أنقذ أرواحاً أو قلل من الهجرة غير الشرعية. وتنتظر نتيجة القضية إعادة نظر أمام هيئة المحكمة في الدائرة الخامسة.
قطع عملاء دورية الحدود الفيدرالية ودمروا الأسلاك الشائكة التي نشرتها تكساس كجزء من عملية لون ستار، ولكنهم منعوا من القيام بذلك باستثناء تقديم المساعدة الطبية الطارئة بموجب أمر قضائي مؤقت أصدره قاض في الدائرة الغربية من تكساس في 30 أكتوبر 2023. في 30 نوفمبر، سحبت المحكمة الأمر القضائي، مما سمح لدورية الحدود باستئناف قطع الأسلاك في انتظار البت في القضية. أعادت الدائرة الخامسة فرض الأمر القضائي المؤقت بشأن قطع الأسلاك الشائكة في ديسمبر 2023. وفي يناير 2024، أعادت المحكمة العليا السلطة لوكلاء دوريات الحدود على قطع الأسلاك الشائكة في انتظار البت في القضية. واصلت تكساس وضع الأسلاك الشائكة ومنع وكلاء دوريات الحدود بعد الحكم، الذي تناول فقط الأمر القضائي المؤقت ضد وكلاء دوريات الحدود الذين يقطعون الأسلاك الشائكة. والقضية مستمرة ومن المقرر مناقشتها أمام الدائرة الخامسة في 7 فبراير 2024.
استشهد أبوت مراراً وتكراراً منذ 2022، بـ«بنود الغزو» في الدستور لتبرير جهوده قانونياً في إنفاذ قوانين الهجرة، والتي تندرج عادةً ضمن اختصاص الحكومة الفيدرالية. اتهم أبوت إدارة بايدن بالفشل في حماية تكساس من «الغزو» بموجب المادة الرابعة، القسم 4 من الدستور، وبالتالي تمكين الولاية من التصرف بموجب المادة الأولى، القسم 10، البند 3. كما حاولت تكساس دون جدوى استخدام هذه الحجة في المحكمة الفيدرالية.
رفعت إدارة بايدن دعوى قضائية، دعوى الولايات المتحدة على تكساس [الإنجليزية] في 3 يناير 2024، وهي دعوى قضائية تطعن في مشروع قانون مجلس الشيوخ رقم 4، الذي مكن سلطات إنفاذ القانون في تكساس من اعتقال المهاجرين وترحيلهم فعلياً لعبور الحدود بشكل غير قانوني. زعمت إدارة بايدن أن تكساس تتدخل في «السلطة الحصرية» للحكومة الفيدرالية بشأن الهجرة. أصدرت المحكمة العليا للولايات المتحدة أمراً بإيقاف مؤقت يمنع مشروع قانون مجلس الشيوخ رقم 4 من الدخول حيز التنفيذ في 4 مارس 2024. رفضت المحكمة العليا طلباً لاحقاً بإيقاف مؤقت وسمحت للقانون بالدخول حيز التنفيذ في انتظار التقاضي الجاري في 19 مارس.

#### المواجهة في حديقة إيغل باس
سيطر الحرس الوطني في تكساس على شيلبي بارك في 11 يناير 2024، وهي منطقة مساحتها 47 فداناً (19 هكتاراً) من المتنزهات في بلدة إيغل باس، على طول نهر ريو غراندي، الذي يفصل الولايات المتحدة عن المكسيك، بعد أن وقع حاكم تكساس غريغ أبوت إعلان طوارئ لإغلاق شيلبي بارك. استشهد أبوت في إعلانه، بأزمة الحدود بين المكسيك والولايات المتحدة والحاجة إلى تأمين الحدود. منع الحرس الوطني في تكساس عملاء دورية الحدود الأمريكية من القيام بدوريات في المنطقة، التي كانت حرس الحدود تستخدمها لاحتجاز المهاجرين في الأسابيع الأخيرة.
عُثر على ثلاثة مهاجرين غرقى في نهر ريو غراندي بعد إغلاق شيلبي بارك. حددت السلطات المكسيكية لاحقاً أنهم امرأة تبلغ من العمر 33 عاماً وطفليها، اللذين يبلغان من العمر 10 و8 سنوات. قالت دورية الحدود الأمريكية إنها نبهت الحرس الوطني في تكساس إلى أن مجموعة من المهاجرين كانوا في مأزق في المياه بعيداً عن المنزلق النهري في شيلبي بارك لكن الحرس الوطني لم يتخذ أي إجراء لإنقاذهم. رد محامو تكساس بأن الحرس الوطني لم يُخطر إلا بعد غرق الثلاثة، وأن الحرس الوطني لم يكتشف أي مهاجرين. قالت السلطات المكسيكية إن القارب لم يدخل الأراضي الأمريكية أبداً.
أصدرت المحكمة العليا للولايات المتحدة في 22 يناير، أمراً بإلغاء أمر قضائي صادر عن محكمة الاستئناف الأمريكية الخامسة والذي منع عملاء دورية الحدود من قطع الأسلاك الشائكة، والتي كان الحرس الوطني يستخدمها لصنع سياج في شيلبي بارك. يتعلق الحكم بنزاع سابق ولم يتناول نشر تكساس للأسلاك الشائكة أو منع المسؤولين الفيدراليين من الوصول إلى شيلبي بارك. رد أبوت في 24 يناير، بأن تكساس سترفض السماح للسلطات الفيدرالية بالوصول إلى شيلبي بارك، متعهداً «بحماية سيادة ولايتنا». كانت المواجهة العسكرية بين سلطات الولاية والسلطات الفيدرالية حول الهجرة فريدة من نوعها في التاريخ الأمريكي الحديث؛ فقد قال أستاذ القانون الدستوري تشارلز «روكي» رودس وافتتاحية في صحيفة سان أنطونيو إكسبريس نيوز إن هذا قد يشير إلى بداية أزمة دستورية.
أعلن 25 حاكم ولاية جمهوري آخر (كل حاكم جمهوري باستثناء فيل سكوت حاكم فيرمونت) عن دعمهم لولاية تكساس في النزاع في أعقاب قرار المحكمة العليا، كما فعل الناطق باسم مجلس النواب الأمريكي مايك جونسون. كما تعهد حاكم فلوريدا رون دي سانتيس بإرسال المزيد من الموارد بعد إرسال الحرس الوطني لولاية فلوريدا سابقاً لتعزيز حكومة تكساس. تعهد حاكم أوكلاهوما كيفن ستيت بنشر الحرس الوطني لولاية أوكلاهوما لدعم تكساس، وأعلن حاكم إنديانا إريك هولكومب أن 50 من أفراد الحرس الوطني لولاية إنديانا سيصلون إلى تكساس بحلول منتصف مارس. صرح حاكم جورجيا برايان كيمب أنه سيرسل 15 إلى 20 جندياً من الحرس الوطني لولاية جورجيا إلى تكساس. وفي ولاية ميسوري، أصدر الحاكم مايك بارسون أمراً تنفيذياً بنشر ما يصل إلى 200 جندي من الحرس الوطني لولاية ميسوري في تكساس، بالإضافة إلى 22 جندياً من قوات الولاية «على أساس تطوعي». صرحت حاكمة ولاية أركنساس سارة هاكابي ساندرز أنها ستنشر ما يقرب من 40 فرداً من الحرس الوطني لأركنساس في تكساس من 1 أبريل إلى 30 مايو. دعم مسؤولون جمهوريون آخرون على مستوى الولاية والوطنية ولاية تكساس.
أصدرت وزارة الأمن الداخلي في 23 يناير، إنذاراً نهائياً للنائب العام في تكساس كين باكستون، وأمرته بإزالة «العوائق» على طول الحدود ومنح دورية الحدود حق الوصول الكامل إلى شيلبي بارك بحلول 26 يناير. وفي 24 يناير، دعا ممثلو تكساس الديمقراطيون خواكين كاسترو وغريغ كاسار الرئيس الأمريكي جو بايدن إلى فرض سيطرة فيدرالية على الحرس الوطني في تكساس. وفي 26 يناير، مر الموعد النهائي الذي حددته وزارة الأمن الداخلي. وقد أمرت المحكمة ولاية تكساس بالموافقة على إعادة فتح أجزاء متنازع عليها من منطقة شيلبي بارك بالكامل أمام عملاء دورية الحدود الفيدرالية، مؤكدة على الحاجة إلى التأكيد وتحديد عواقب الرفض الجزئي في رسالة من المستشار العام لوزارة الأمن الداخلي جوناثان ماير إلى المدعي العام باكستون.
وقع أكثر من عشرين من المدعين العامين الجمهوريين، وقيادات من الهيئة التشريعية لولاية أريزونا التي يسيطر عليها الجمهوريون، على رسالة تدعم أبوت وباكستون في 29 يناير، موجهة إلى الرئيس بايدن ووزير الأمن الداخلي أليخاندرو مايوركاس وأشادت بإجراءات أبوت وباكستون ضد ما أسموه «الغزو، الذي شجعه رفض بايدن اتباع القانون الفيدرالي».

### ولايات أخرى
طلب أبوت المساعدة من حكام الولايات الأخرى في 16 مايو 2023، عبر اتفاقية مساعدة إدارة الطوارئ. أرسلت 14 ولاية اعتباراً من يونيو 2023، حوالي 500 من الحرس الوطني وضباط إنفاذ القانون إلى تكساس استجابةً لذلك، وقد قدمت فلوريدا أكبر عدد من الأفراد الإضافيين.

## النتائج
يزعم حاكم ولاية تكساس أبوت أن عملية لون ستار أسفرت عن اعتقال 513,700 مهاجراً، و44,000 معتقل جنائي (بما في ذلك 38,600 متهم جنائي)، وضبط 489 مليون جرعة من الفنتانيل حتى يونيو 2024. ومع ذلك، وجد تحقيق أجرته صحف بروبابليكا وتكساس تريبيون ومشروع مارشال في مارس 2022 أن إدارة السلامة العامة في تكساس أحصت أكثر من 2,000 حالة اعتقال لا علاقة لها بعملية لون ستار أو أمن الحدود بالنسبة إجمالي عملية لون ستار. وحتى بعد محو هذه الاعتقالات، وجدت تقارير لاحقة أن إدارة السلامة العامة لا تزال تستمر في تضمين الاعتقالات غير المرتبطة بعملية لون ستار في نتائج العملية.
ارتفعت مطاردات المهاجرين عالية السرعة التي يقودها مواطنون أمريكيون وشرطة ولاية تكساس في تكساس، وكانت العشرات منها مميتة، وقد وجدت هيومن رايتس ووتش أن أكثر من ثلثي مطاردات الشرطة في تكساس حدثت في مقاطعات عملية لون ستار، والتي تضم 13% من سكان الولاية. وفقاً لمنظمة هيومن رايتس ووتش، توفي 74 شخصاً وأصيب 189 نتيجة لهذه المطاردات، مما أدى إلى ارتفاع معدل الوفيات بسبب مطاردة المركبات إلى ثمانية أضعاف المعدل الوطني. كما وجدت أيضاً أن متوسط الأضرار التي لحقت بالممتلكات بلغ 177,000 دولار شهرياً مرتبطة بهذه المطاردات، مرتفعةً من 73,000 دولار شهرياً قبل العملية.
أسفرت تكاليف العملية عن تحويل التمويل من ميزانيات وكالات حكومية أخرى في تكساس، وخاصة وزارة العدل الجنائي في تكساس، التي تدير سجون الولاية. سُددت التكاليف جزئياً باستخدام منح كوفيد الفيدرالية.
شهدت تكساس معدلات زيادة أبطأ للمواجهات مع المهاجرين بعد بدء عملية لون ستار، مقارنة بالولايات المجاورة منذ بدء العملية. وبعد عام واحد من بدايتها، شهدت تكساس زيادة بنسبة 9% في المواجهات، مقارنة بزيادة بنسبة 62% في المواجهات في أريزونا وكاليفورنيا ونيو مكسيكو، وهي الولايات الثلاث الأخرى المتاخمة للمكسيك. أفادت إدارة السلامة العامة في يونيو 2024، أن ولاية تكساس شهدت انخفاضاً بنسبة 74% في عمليات عبور الحدود غير القانونية منذ بدء العملية.

## النقل بالحافلات إلى مدن الملاذ الآمن
أوضعت تكساس برنامجاً لإرسال المهاجرين طواعية إلى مدن اللجوء في ولايات أخرى كجزء من عملية لون ستار، عادةً عبر النقل بالحافلات. صرح أبوت أن الغرض من برنامج نقل المهاجرين بالحافلات كان توفير الإغاثة لمدن الحدود في تكساس من وصول المهاجرين، والذي يلقي باللوم فيه على سياسات إدارة بايدن بشأن الهجرة، وتحميل المدن الديمقراطية تكاليف أزمة الحدود التي كانت ترفضها. كما سخر أبوت من قادة المدن التي أرسل إليها المهاجرين لقولهم إنهم يرحبون بالمهاجرين.  أبلغ بعض المدافعين عن المهاجرين عن حالات إرسال حافلات دون أحكام كافية. أفادت الولاية بإرسال 119,200 مهاجر إلى مدن خارج تكساس، مما ساهم في أزمة إسكان للمهاجرين في مدينة نيويورك وأزمات أخرى في مدن مثل شيكاغو ودينفر وواشنطن العاصمة. استجاب المسؤولون في هذه المدن لإسكان المهاجرين عبر نشر تدابير الطوارئ وإعلان حالة الطوارئ. كما استجابت بعض المدن التي يقودها الديمقراطيون، مثل دنفر ومدينة نيويورك، من خلال منح المهاجرين رحلات مجانية بالحافلات والطائرات إلى مدن أخرى.
تنقل شركات الحافلات المستأجرة المهاجرين، تنفيذاً لبرنامج النقل بالحافلات، بتكلفة تبلغ حوالي 1,650 دولاراً لكل مهاجر، بتمويل يأتي من كل من الهيئة التشريعية في تكساس والمانحين من القطاع الخاص. كما نُقل بضع مئات من المهاجرين جواً من تكساس إلى مدن الملاذ. حاول المسؤولون المحليون في مدن الملاذ اتخاذ إجراءات صارمة ضد برامج النقل بالحافلات من خلال الغرامات والمراسيم التي تستهدف شركات الحافلات المستأجرة. رفعت مدينة نيويورك على وجه الخصوص دعوى قضائية ضد 17 شركة حافلات مستأجرة مسؤولة عن نقل المهاجرين.
دعا المسؤولون في المناطق التي تتعامل مع موجات المهاجرين إدارة بايدن إلى تغيير سياسات الهجرة. كما طلبوا مساعدات فيدرالية لتمويل استجاباتهم لتدفق المهاجرين وتعويض التكاليف. كما طلبت واشنطن العاصمة على وجه الخصوص نشر الحرس الوطني في العاصمة للمساعدة في أزمة المهاجرين، لكن طلبها رفُض.
أعرب المسؤولون الجمهوريون عن موافقتهم على برنامج نقل المهاجرين بالحافلات لمنح أزمة المهاجرين اهتماماً وطنياً. قالت السكرتيرة الصحفية للبيت الأبيض جين بساكي في 2022، إنه «من الجيد أن تساعد ولاية تكساس [المهاجرين] في الوصول إلى وجهتهم النهائية»، بينما وصف البيت الأبيض والديمقراطيون الآخرون برنامج النقل بالحافلات بأنه «حيلة سياسية» في 2023. اتبعت ولايات ومدن أخرى، ديمقراطية وجمهورية، بالإضافة إلى الجمعيات الخيرية المحلية، تكساس في تنظيم عمليات النقل بالحافلات لنقل المهاجرين إلى بقية البلاد.